# Сакулино (Черногубовское сельское поселение)
Сакулино — пригородная деревня в Калининском районе Тверской области. Относится к Черногубовскому сельскому поселению.
Расположена к северо-западу от Твери, сразу за выездом из города, где улица Паши Савельевой переходит в автодорогу на Черногубово-Андрианово. На юго-запад — деревня Новое Брянцево и платформа Брянцево на участке Тверь — Бологое главного хода Октябрьской железной дороги.
В 1997 году — 28 хозяйств, 71 житель. В 2002 году — 92 жителя.